# VASIMR
VASIMR (anglicky Variable Specific Impulse Magnetoplasma Rocket) je typ reaktivního motoru, který spojuje výhody raketového (vysoký tah motoru v Newtonech) a iontového motoru (vysoký specifický impuls v N.s/kg). Motory vyvíjí a vyrábí společnost Ad Astra Rocket Company se sídlem v texaském Houstonu ve Spojených státech amerických. Je plánován pro pohon lodí na meziplanetárních pilotovaných letech. Pracuje na principu magnetického ohřevu plynu na ionizující plazma s velkou rychlostí výtoku.

## Princip
Systém se skládá ze tří magnetických komor. Jako palivo se používá vodík nebo hélium kvůli své nízké molekulové hmotnosti. Palivo je ionizováno do stavu vysokoteplotního plazmatu za pomoci vysokofrekvenčního elektromagnetického pole vyzařovaného cívkou (helicon antenna) umístěnou kolem první komory (podobný princip se používá u tokamaků). Ve druhé komoře dochází pomocí iontové cyklotronové resonance k dalšímu ohřevu plazmatu na teplotu v řádech milionů stupňů. Ve třetí komoře dochází vhodnou modulací magnetických polí k usměrňování rychlosti a vektoru unikajícího ionizovaného plazmatu a tím i k regulaci jeho specifického impulsu (Isp [N.s/kg]; poměr tahu ku množství paliva). Použitelný motor pro meziplanetární let bude vyžadovat silný zdroj elektrické energie (pro let na Mars se mluví nejčastěji o reaktoru o výkonu 10 MW).